# SNCAC NC.211 Cormoran
SNCAC NC.211 Cormoran – francuski czterosilnikowy samolot transportowy.

## Historia
Armia francuska, odtworzona po II wojnie światowej, doceniała znaczenie wojsk powietrznodesantowych. Dlatego też zgłoszono zapotrzebowanie na skonstruowanie samolotu dającego możliwość szybkiego przerzutu żołnierzy i ich wyposażenia. Prace nad nową konstrukcją zlecono firmie Société Nationale de Constructions Aéronautiques du Centre, która zaprezentowała kadłub samolotu w 1946 roku na Międzynarodowym Salonie Lotniczym w Grand Palais w Paryżu.
Oblot prototypu odbył się 20 lipca 1948 r. Samolot wystartował z lotniska fabrycznego w Toussus-le-Noble, pilotowała go załoga w składzie: pilot Louis Bertrand, pilot-inżynier Abel Nicolle, technicy: Robert Facomprez, Maurice Itasse i Marcel Constum. Po dwudziestu minutach lotu, podczas podejścia do lądowania, samolot przepadł i rozbił się w lesie Verrières. Załoga zginęła na miejscu, uroczysty pogrzeb odbył się w katedrze Saint-Louis w Wersalu.
Drugi prototyp oblatano 9 kwietnia 1949 r. z załogą: pilot Claude Dellys, inżynier Jean Yvetot, technicy: André Guignard i André Bouthonet. Próby trwały do 26 czerwca 1949 r. W ich trakcie, w maju, w bazie Orléans-Bricy doszło do wypadku z udziałem prototypu. Podczas dobiegu wypadł z pasa i spowodował śmierć dwóch robotników polskiej narodowości. Plany zakładały wyprodukowanie w pierwszej serii czternastu samolotów, przygotowano elementy do produkcji pierwszych dziesięciu. Z uwagi na to, że samolot nie spełnił oczekiwań zamawiającego (m.in. nie dawał możliwości desantowania z powietrza) zrezygnowano z jego produkcji seryjnej.

## Konstrukcja
Czterosilnikowy samolot w układzie wolnonośnego górnopłata. Kadłub w wersji pasażerskiej był podzielony na dwa pokłady, na górnym znajdowała się kabina załogi oraz miejsca dla 51. pasażerów, na dolnym miejsca dla 80. W wersji transportowej przestrzeń ładunkowa miała objętość 150 m³. Dla ułatwienia załadunku samolot był wyposażony w rolkową wciągarkę załadunkową. Dostęp do wnętrza kadłuba zapewniały drzwi w dziobie samolotu, drzwi boczne na lewej burcie oraz rampa załadunkowa w tyle kadłuba. Podwozie trójpunktowe z kołem przednim. Golenie główne chowane w gondolach silników wewnętrznych. Napęd stanowiły cztery silniki gwiazdowe Snecma 14R o mocy 1200 KM każdy napędzające trójłopatowe śmigła. 